# Hawkeye Point
Der 509 Meter hohe Hawkeye Point ist die höchste Erhebung des US-Bundesstaates Iowa. Die Erhebung befindet sich im Osceola County nahe der Grenze zu Minnesota.
Das gesamte Areal rund um Hawkeye Point wird landwirtschaftlich genutzt, nicht zuletzt deshalb befindet sich auf seinem Gipfel ein Getreidesilo. Der höchste Punkt Iowas ist aber auch mit einem Markierungsstein und sogar einem Gipfelbuch ausgestattet.
Der Hügel erhebt sich gerade einmal 20 Meter aus seinem Umland.